# William Bernard Ullathorne
William Bernard Ullathorne (7 mai 1806-21 mars 1889) est un prélat anglais qui occupe de hautes fonctions dans l'Église catholique au cours du XIXe siècle.

## Jeunesse
Ullathorne est né à Pocklington, dans le Yorkshire de l'Est, l'aîné des dix enfants de William Ullathorne, un homme d'affaires prospère ayant des intérêts dans l'épicerie, les draperies et les spiritueux, et Hannah Longstaff, qui s'est convertie au catholicisme romain lorsqu'elle s'est mariée. Quand il a neuf ans, la famille d'Ullathorne déménage à Scarborough, où il commence sa scolarité. Il  est un descendant de Thomas More par son arrière-grand-mère, Mary More.
A 12 ans, il est retiré de l'école et placé dans le bureau de son père pour apprendre la gestion des comptes. L'intention est de le renvoyer à l'école, mais Ullathorne souhaite aller en mer et, à l'âge de 15 ans, avec la permission de ses parents, il fait le premier de plusieurs voyages vers la mer Baltique et la Méditerranée. Alors qu'il assiste à la messe à Memel, il éprouve une sorte de conversion et, à son retour, il demande à son compagnon de chambre s'il a des livres religieux. Ullathorne reçoit une traduction de la Vie de sainte Jeanne Françoise de Chantal de Marsollier, ce qui approfondit sa dévotion religieuse. À la fin de ce voyage, il rentre chez lui. En février 1823, âgé de 16 ans, il est envoyé à la Downside School, près de Bath, où il est encadré par John Bede Polding, futur premier archevêque de Sydney, qui l'influence grandement.

## Prêtrise
En 1823, Ullathorne entre au monastère de Downside Abbey, prononçant ses vœux en 1825, prenant le nom supplémentaire de « Bernard », d'après Bernard de Clairvaux. Il est ordonné prêtre en 1831 et se rend en 1832 en Nouvelle-Galles du Sud comme vicaire général de l'évêque William Placid Morris (1794-1872), dont la juridiction s'étend sur les missions australiennes. C'est principalement Ullathorne qui incite Grégoire XVI à établir la hiérarchie en Australie. En 1836, Bede Polding renvoie Ullathorne en Grande-Bretagne pour recruter davantage de bénédictins. Lors de son séjour en Angleterre, il visite l'Irlande, où il rencontre Mary Aikenhead. Il revient en Australie en 1838 avec cinq Sœurs de la Charité. Ullathorne  revient en Angleterre en 1841, souffrant d'une forme de burn-out. Il prend ensuite la direction de la mission catholique romaine de Coventry, où il recouvre la santé et le moral.
Ullathorne refuse les évêchés de Hobart, d'Adélaïde et de Perth car il ne souhaite pas retourner en Australie. En 1847, il est consacré évêque comme vicaire apostolique du district occidental, succédant à l'évêque C.M. Baggs (1806-1845), mais est transféré au district central l'année suivante. Ullathorne contribue à la fondation de l'église St Osburg à Coventry.

## Évêque de Birmingham
Lors du rétablissement de la hiérarchie en Angleterre et au Pays de Galles, il devient le premier évêque catholique du diocèse de Birmingham. Au cours de ses près de quatre décennies de mandat, 67 nouvelles églises, 32 couvents et près de 200 écoles de mission sont construits. En 1888, il se retire et reçoit du pape Léon XIII le titre honorifique d'archevêque de Cabasa (de). Il est décédé à Oscott College et son monument se trouve dans la crypte de la Cathédrale Saint-Chad de Birmingham, bien qu'il ait été enterré dans le sanctuaire de l'église Saint-Dominique et de l'Immaculée Conception à Stone, Staffordshire. L'école catholique Bishop Ullathorne à Coventry porte son nom.
Parmi les œuvres théologiques et philosophiques d'Ullathorne, les plus connues sont The Endowments of Man (1882) ; The Groundwork of the Christian Virtues (1883) ; Christian Patience (1886).